# José Martín y Pérez de Nanclares
José Martín y Pérez de Nanclares (Vitoria, 1965) es un jurista español. En la actualidad, es juez del Tribunal General de la Unión Europea, uno de los dos órganos que componen el Tribunal de Luxemburgo, así como catedrático de Derecho Internacional Público y Relaciones internacionales de la Universidad de Salamanca. Es, asimismo, miembro asociado del Instituto Hispano-Luso-Americano de Derecho Internacional. De 2012 a 2018 fue jefe de la Asesoría Jurídica Internacional del Ministerio de Asuntos Exteriores y de Cooperación, encargada de asesorar a la Administración General del Estado en todas las materias de Derecho internacional. Después de retornar brevemente a la docencia, se convirtió en director del gabinete de la Presidenta del Consejo de Estado español, antes de su nombramiento para la justicia europea. Fue también miembro de la Corte Permanente de Arbitraje (2018-2019).

## Biografía
En 1988 se licenció en Derecho por la Universidad de Salamanca. Hizo estudios de posgrado en Derecho Constitucional alemán en la Universidad de Colonia (1989). Obtuvo el Zertifikat über Europäische Studien (1990), y se graduó de un Máster en Derecho Europeo (1991). En 1994 se doctoró en Derecho por la Universidad del Sarre, en Alemania. Es, asimismo, doctor en Derecho por la Universidad de Salamanca. 
En 2001 se convirtió en catedrático de la Universidad de la Rioja, puesto que ocupó hasta 2009. En esa institución educativa desempeñó también el cargo de Vicerrector de Investigación, desde 1996 hasta 2000, y de Relaciones Internacionales, desde 2004 hasta 2008. En 2009 se convirtió en catedrático de la Universidad de Salamanca, donde fue director del Centro de Documentación Europea de la misma.
De 2012 a 2018, fue jefe de la Asesoría Jurídica Internacional, periodo de especial actividad en que la Asesoría desarrolló una labor muy activa en la elaboración de tres leyes que han actualizado la legislación española en materia de Derecho internacional: la Ley 2/2014, de 25 de marzo, de la Acción y del Servicio Exterior del Estado, la Ley 25/2014, de 27 de noviembre, de Tratados y otros Acuerdos Internacionales —que sustituye al Decreto 801/1972, de 24 de marzo, que había regido esta cuestión durante más de cuarenta años— y la Ley Orgánica 16/2015, de 27 de octubre, sobre privilegios e inmunidades de los Estados extranjeros, las Organizaciones Internacionales con sede u oficina en España y las Conferencias y Reuniones internacionales celebradas en España.
El 17 de enero de 2018 fue recomendado por el Comité de Elección de Jueces del Tribunal Europeo de Derechos Humanos para sustituir a Luis López Guerra como candidato a juez del mismo tribunal. No obstante, la elegida fue María Elósegui, después de una campaña de mailing que la candidata dirigió a los parlamentarios electores, especialmente los conservadores.
El 15 de marzo de 2019, el Consejo de Ministros lo propuso, junto a Miguel Sampol, como candidatos al Tribunal General de la Unión Europea en nombre de España. Los representantes de los Estados miembros, reunidos en el Consejo de la UE, los nombraron a ambos jueces de ese tribunal, tras superar la evaluación del Comité 255 —órgano técnico que debe pronunciarse sobre la idoneidad de los candidatos a jueces y abogados generales del Tribunal de Luxemburgo—. Su mandato se extenderá del 1 de septiembre de 2019 al 31 de agosto de 2025.
Es autor de varios libros sobre cuestiones europeas y ha coordinado la publicación de un manual sobre Derecho Comunitario Material (Madrid, 2000), junto con Manuel López Escudero. Es autor de más de 130 publicaciones científicas y contribuciones a obras colectivas, publicadas tanto en castellano, como en inglés, francés o alemán.
En 2002, el Consejo Vasco del Movimiento Europeo le otorgó el Premio Francisco Landaburu, por su trabajo «El federalismo supranacional: ¿Un nuevo modelo para la Unión Europea?» . También ha recibido la condecoración Estrella de Europa en 2007, otorgada por el Gobierno de La Rioja y la Ciudad de Logroño, así como la beca de honor de la Universidad de Navarra (2007). 
En 2009, fue nombrado doctor honoris causa por la Universidad Nacional de Piura, en Perú. En 2016, recibió la cruz de la Orden de San Raimundo de Peñafort de manos del Ministro de Justicia.